# Carnoy
Carnoy is een plaats en voormalige gemeente in het Franse departement Somme in de regio Hauts-de-France. De plaats maakt deel uit van het arrondissement Péronne.

## Geschiedenis
Sedert de fusie met de gemeente Mametz op 1 januari 2019 vormt ze de nieuwe gemeente Carnoy-Mametz.

## Geografie
De oppervlakte van Carnoy bedraagt 3,0 km², de bevolkingsdichtheid is dus 37 inwoners per km².
De onderstaande kaart toont de ligging van Carnoy met de belangrijkste infrastructuur en aangrenzende gemeenten.

## Demografie
Onderstaande figuur toont het verloop van het inwonertal.